# Coteaux-de-die
Le coteaux-de-die est un vin blanc d'appellation d'origine contrôlée produit dans la haute vallée de la Drôme. Cette AOC désigne des vins blancs secs produits sur la même aire d’appellation que la Clairette de Die.

## Histoire

### Antiquité

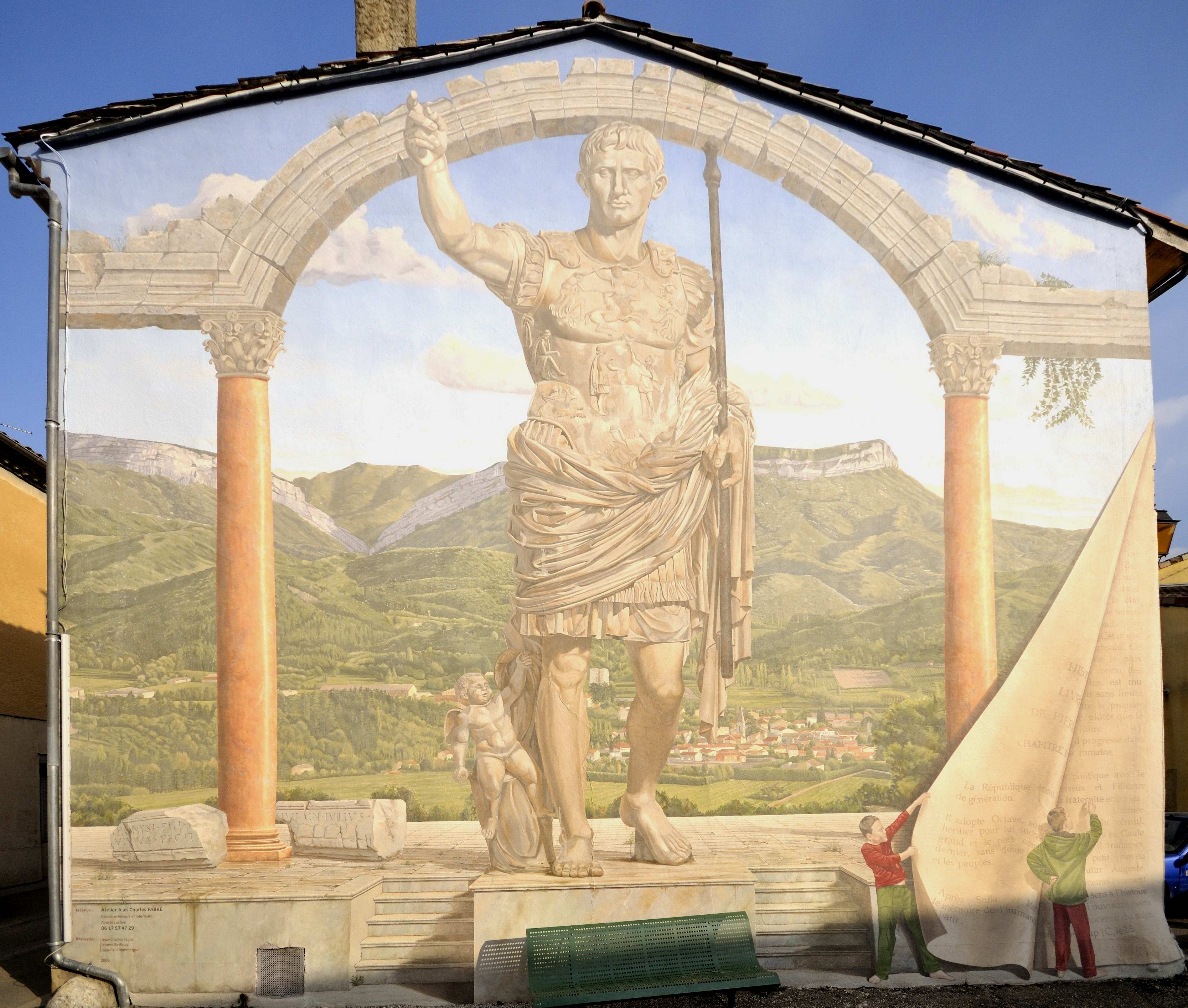
Mur commémorant la ville romaine d'Aouste-sur-Sye

L’installation de la vigne par la vallée du Rhône et ses proches vallées eut lieu au moment de la colonisation romaine (IIe siècle avant notre ère). Dans la vallée de la Drôme était une partie du territoire des Voconces, peuple gaulois dont les principales cités furent Luc-en-Diois (Lucus Augusti) puis Die (Dea Augusta Vocontiorum). 
Pline l'Ancien (77 de notre ère) donne dans son « Histoire Naturelle » une certitude sur l’existence de vins réputés produits au pays des Voconces : un vin doux (vinum dulce) et un vin pétillant (aigleucos), dont on arrêtait la fermentation en plongeant les dolia (jarres de vin) dans l’eau froide, jusqu’à l’hiver.
L’histoire a aussi retenu un sacrifice taurobolique en l’honneur de Liber Pater (dieu du vin) et de l’empereur Philippe. Il fut célébré conjointement le 2 des Calendes d’octobre (30 septembre 245), à Die, par les prêtres de Valence, d’Orange, d’Alba et de Die. Les vestiges archéologiques attestent aussi de la culture de la vigne et du culte rendu au vin. Une frise de la porte Saint-Marcel à Die (IIIe siècle) représente le culte de Liber Pater, et datant de la même période, un couvercle de sarcophage figure des Amours vendangeurs, un fragment de marbre blanc porte, quant à lui, une sculpture en haut relief d’un cep de vigne avec grappes et vendangeur, un bas relief de sarcophage chrétien présente des vendangeurs, enfin des dolia vinaires provenant d’un cellier d’une villa gallo-romaine ont été découvertes à Pontaix.

### Moyen Âge
En 472 : 1re mention d’Aoste sur une tablette (musée d’Avignon). La cosmographie de Ravenne, au VIIe siècle, note Auguston au livre IV (avec Die et Luc-en-Diois). La commune fait l'objet de plusieurs invasions, à commencer par la prise d’Augusta par les Wisigoths (en 412), suivis par les Lombards (en 536), les Sarrasins (en 729), les Normands (en 839), les Hongrois (en 924). Vers l'an 1000, le territoire est rattaché au royaume de Bourgogne. Il fait l'objet d'aménagement, avec une fortification à double enceinte. Plusieurs autres rattachements suivront : à Die, en 1146, au royaume du Roussillon, en 1277, au royaume de France, en 1419. À la fin du Moyen Âge, Aouste est une ville de commerce, on y note la présence de banquiers juifs et la construction d’une synagogue.
Selon la tradition, le prieuré de Saillans aurait été fondé par saint Géraud d'Aurillac avant l'année 909, les preuves en sont des fragments de sculptures carolingiennes. Le prieuré de Saillans est cité dans les anciens textes pour la première fois en 1061.
Le nom du village apparaît en 1201 sous les noms : Sallenz ou Saliens. Une charte de franchises est accordée aux habitants par l'évêque de Die en 1300. Elle précise les droits des habitants : moissonner, vendanger, moudre le grain, léguer leurs biens et élire librement leurs représentants qui peuvent lever des impôts, mais aussi leurs devoirs : monter la garde et effectuer les patrouilles réglementaires. Les activités des habitants de Saillans au Moyen Âge : ils élèvent des troupeaux de brebis et de vaches, cultivent le blé et la vigne et organisent des foires. Au XIVe siècle, Saillans connut de grands malheurs : le premier est l'épidémie de peste de 1348-1349 et le second est le passage des routiers, fléau qui obligea le village à étendre ses murailles qui englobèrent alors le quartier du bourg au début du XVe siècle. En 1434, Saillans compte 95 familles soit environ 500 habitants. À cette époque, le village de Saillans est partagé entre deux juridictions : celle de l'évêque de Die et celle du prieur. La première moitié du XVIe siècle apparaît comme une ère de prospérité où les trois activités principales sont : les commerces du bois et du drap ainsi que la viticulture. En 1520, le cadastre dénombre 224 maisons et 344 vignes.

### Période moderne

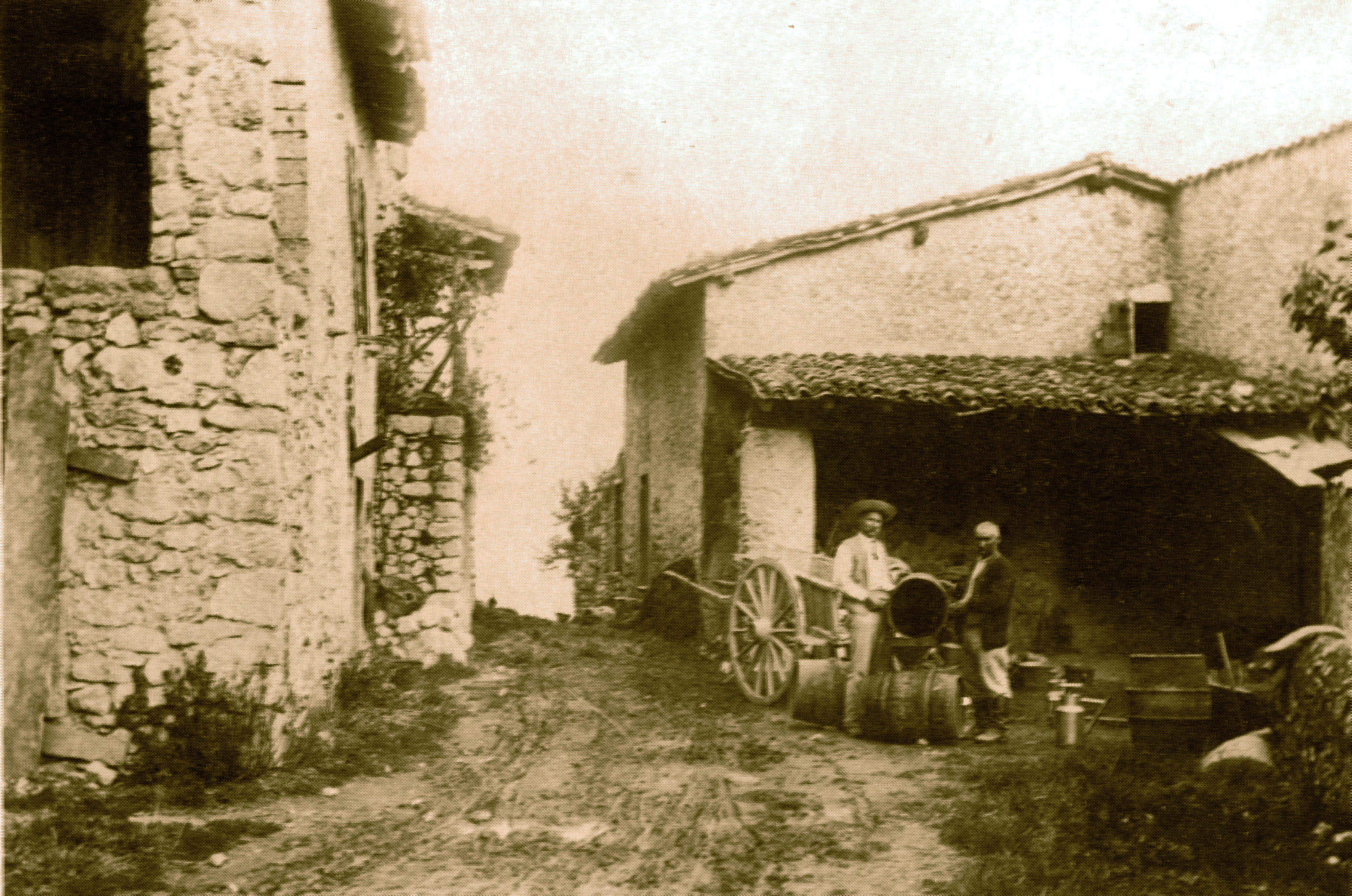
Vercheny-le-Haut, transport du vin en barriques en 1902.

Pendant la seconde moitié du XVIe siècle dans tout le Diois, les guerres de Religion opposent les catholiques et les huguenots. Ces guerres qui vont durer pendant plus de 40 ans vont entraîner la misère à cause des pillages ainsi que de nombreuses destructions. 
La paix revenue, on trouve au XVIe siècle un vin claret et un vin blanc, offerts l'évêque Jean de Montluc en 1577. Il faut attendre le XVIIIe siècle pour que le terme Clerete soit notifié dans la correspondance du notaire Accarias de Châtillon-en-Diois, en 1748. La vigne est alors plantée dans la vallée de la Drôme comprise entre Aouste-sur-Sye et Luc-en-Diois et dans la vallée de la Gervanne. Les viticulteurs choisissent les meilleures expositions ce qui explique la présence ténue de la vigne dans le paysage. En prenant de la hauteur, un vignoble de montagne apparaît alors, souvent émaillé de cabanons ou cabanes de vignerons, témoins de cette activité.
Le vin de Die demeura longtemps confidentiel en raison du mauvais état des voies de communication. Ainsi, entre le XVe siècle et le XVIIIe siècle, il est essentiellement consommé sur place ou dans les montagnes proches (Diois, Dévoluy, Trièves, Vercors).

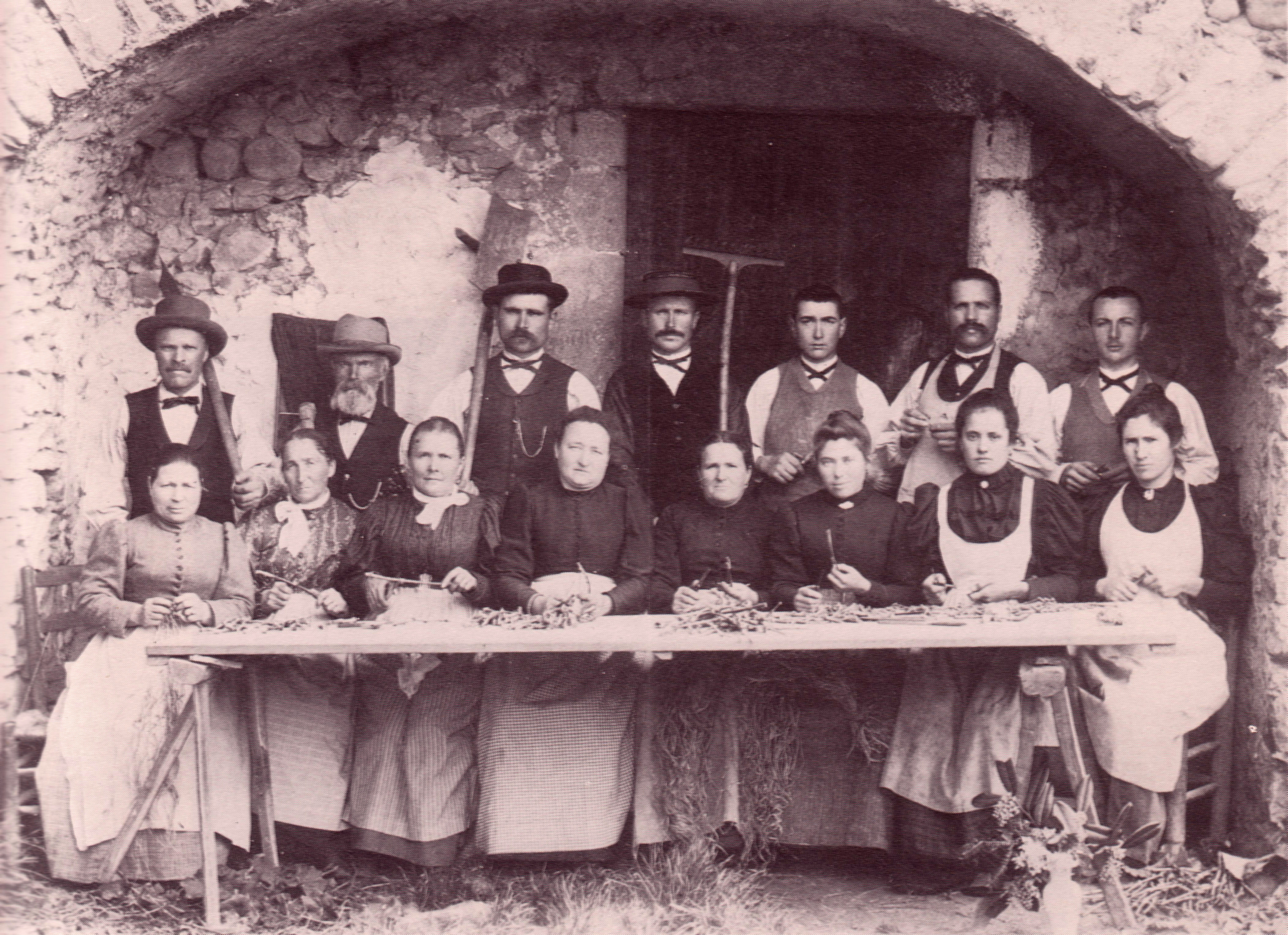
Greffage des plants de vigne à Charols en 1904.

« Avant l’arrivée du phylloxéra, les cépages caractéristiques plantés dans le diois sont la Feunate et le Paugayen pour les vins rouges, les cépages Clairette blanche et Muscat à petits grains blancs pour les vins blancs. La crise phylloxérique bouleverse, comme ailleurs, l’encépagement et participe au développement des hybrides producteurs directs américains (Clinton, Othello, ...) tout en favorisant l’arrivée de plants greffés, en provenance d’autres régions viticoles (Midi, Bourgogne). Nonobstant l’élimination obligatoire des hybrides, beaucoup de cépages autochtones (Feunate, Paugayen) sont abandonnés à cause de leur sensibilité à la coulure ou à l’oidium, et ceux en provenance d’autres régions (Grenache noir, Alicante Henri Bouschet noire, Aramon noir, Carignan noir, Grand noir de la Calmette noir,...) subissent, pour la plupart, le même sort en raison de problèmes qualitatifs ou d’inadaptation au climat. Progressivement et forts et des sélections qu’ils ont pu faire, les vignerons sont revenus aux cépages autochtones blancs, Clairette blanche et Muscat à petits grains blancs, qu’ils ont sélectionnés. L’extension du vignoble s’est poursuivie pour atteindre son apogée au milieu du XIXe siècle avec une surface du vignoble évaluée à 6 000 hectares. À partir de 1870, la crise phylloxérique ampute 80 % du vignoble, seuls 1 000 hectares environ subsistent. À cette époque, de nombreuses vignes quittent les coteaux, laissant les terrasses abandonnées ».

### Période contemporaine
L'appellation est reconnue depuis le décret du 26 mars 1993. Le cahier des charges de l’appellation a été modifié en février puis en décembre 2024.

## Situation géographique
Ce terroir viticole est située au sud-est de la France dans les Alpes du Sud, il se trouve au pied du massif du Vercors et au bord de la rivière de la Drôme. Le vignoble se trouve à environ une heure (60 km) au sud-est de Valence, préfecture du département.

### Orographie

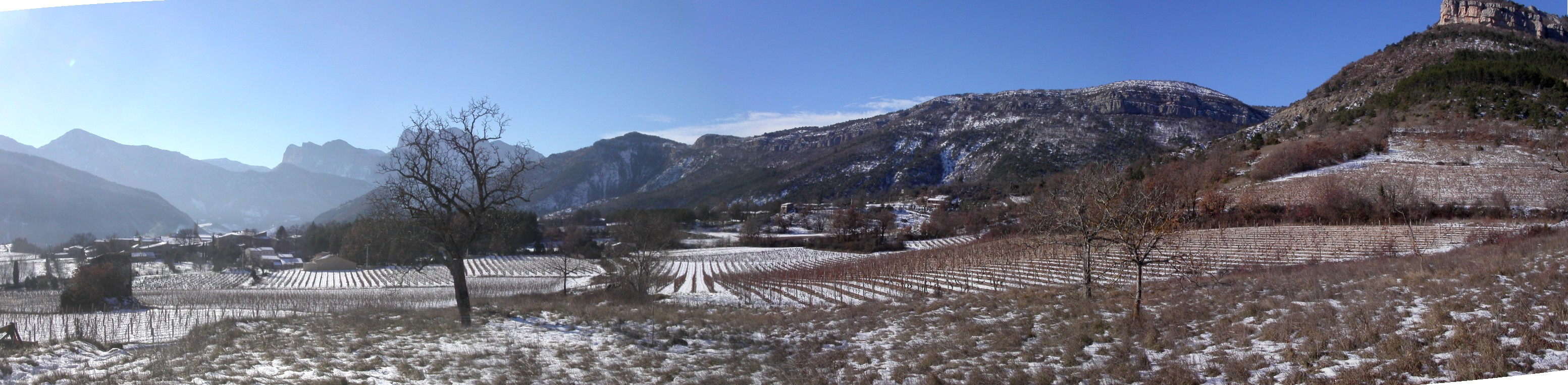
Panorama sur le Raillet-Sud, vue prise de Vercheny, le 16 septembre 2006

La vallée est dominée par la montagne de Glandasse à 2 041 mètres, barrière rocheuse massive et raide composant l'extrémité méridionale du Vercors. Le vignoble planté sur les pentes sud des éboulis monte jusqu'à 700 mètres d'altitude.

### Géologie

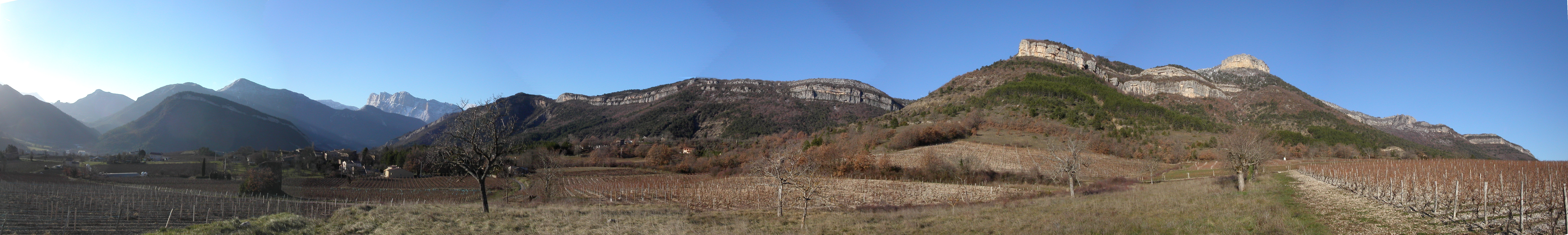

Le sol argilo-crayeux a la particularité de conserver suffisamment les eaux de pluie pour maintenir un approvisionnement hydrique constant de la vigne au cours des étés longs et secs. Selon les terroirs se retrouvent aussi des sols de gneiss, sablo-argileux, granitiques et mêlés d'oxyde de fer.

### Climatologie
Le Diois se situe à la frontière des Alpes et de la Provence, ce qui lui donne une grande diversité climatique mais caractérisé par un climat semi-continental avec influences méditerranéennes. Le col du Rousset (altitude 1367 mètres) porte d'entrée nord du Diois en venant du Vercors est considéré comme la frontière géographique et climatique entre Alpes du Nord et Alpes du Sud. L'été est sec, les journées chaudes mais les nuits toujours fraîches. Sans parler des sommets enneigés tout l'hiver jusqu'au printemps (contreforts du Vercors : Montagne du Glandasse, Réserve Naturelle des Hauts-Plateaux), dans le reste de la vallée l'hiver est froid et souvent neigeux, en particulier du côté du col de la Croix-Haute. L'été les températures peuvent monter jusqu'à 40 degrés et l'hiver descendre à -15 degrés.

## Vignoble

### Présentation

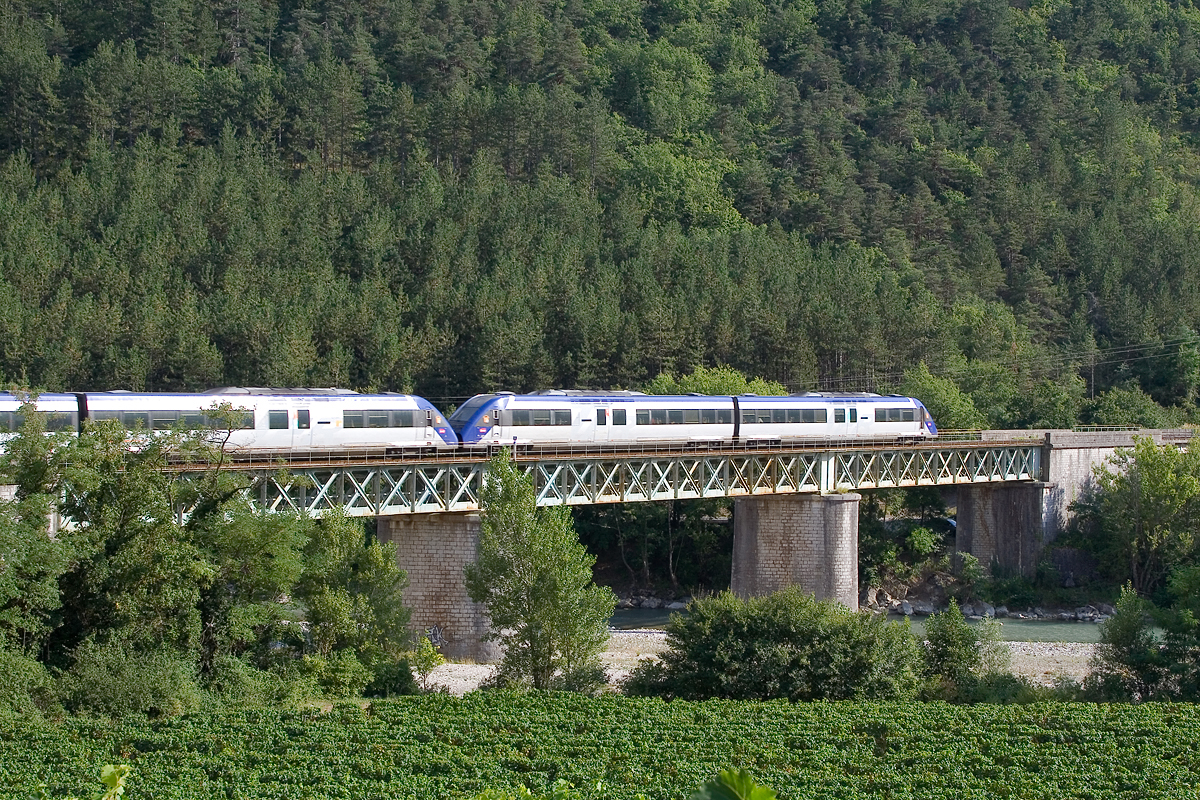
Viaduc de Vercheny enjambant le vignoble des coteaux-de-die

Le vignoble s'étend sur les communes drômoises suivantes : Aix-en-Diois, Aouste-sur-Sye, Aubenasson, Aurel, Barsac, Barnave, Beaufort-sur-Gervanne, Châtillon-en-Diois, Die, Espenel, Laval-d'Aix, Luc-en-Diois, Menglon, Mirabel-et-Blacons, Molières-Glandaz, Montclar-sur-Gervanne, Montlaur-en-Diois, Montmaur-en-Diois, Piégros-la-Clastre, Ponet-et-Saint-Auban, Pontaix, Poyols, Recoubeau-Jansac, Saillans, Saint-Benoit-en-Diois, Saint-Roman, Saint-Sauveur-en-Diois, Sainte-Croix, Suze-sur-Crest, Vercheny et Véronne. Le coteaux-de-die désigne des vins blancs secs produits sur la même aire d’appellation que l’AOC Clairette-de-die.

### Encépagement
Ce vin blanc sec tranquille est élaboré avec le seul cépage Clairette blanche.

### Méthodes culturales et réglementaires
Le cahier des charges de l'AOC impose un rendement de 50 hectolitres par hectare. Le rendement butoir est fixé à 60 hectolitres par hectare. Pour respecter ces rendements les vignes sont taillées avec un maximum de douze yeux francs par pied, soit en taille Guyot, soit en taille cordon de Royat et chaque cep dispose d'une superficie maximum de 2, 2 mètres², soit une densité de plantation de 3 500 pieds par hectare. Ces dispositions permettent d'obtenir une charge maximale moyenne de à 9 500 kilogrammes par hectare. Les vins proviennent de raisins présentant une richesse en sucre inférieure à 170 grammes par litre de moût, ce qui leur procure un titre alcoométrique volumique naturel minimum de 10,5.
Le vin blanc est issu d'une pressée immédiate du raisin vendangé manuellement. Après une fermentation alcoolique faite à basse température, il est élevé pendant 6 à 8 mois avant d'être filtré et mis en bouteille.

### Terroir et vins
Il se caractérise par une robe couleur or avec des reflets verts. Ses arômes floraux et fruités, donnent à l'agitation dess saveurs typiques de pommes vertes. Les meilleurs millésimes ont été les années : 1929, 1943, 1945, 1947, 1969, 1978, 1983, 1987, 1988, 1989, 1995, 1998, 1999, 2000, 2005, 2008. Quant aux millésimes 1929, 1945, 1947, 1988, 1999, 2005, ils sont considérés comme exceptionnels. L'année 1978 est considérée comme le millésime du siècle.

### Structure des exploitations

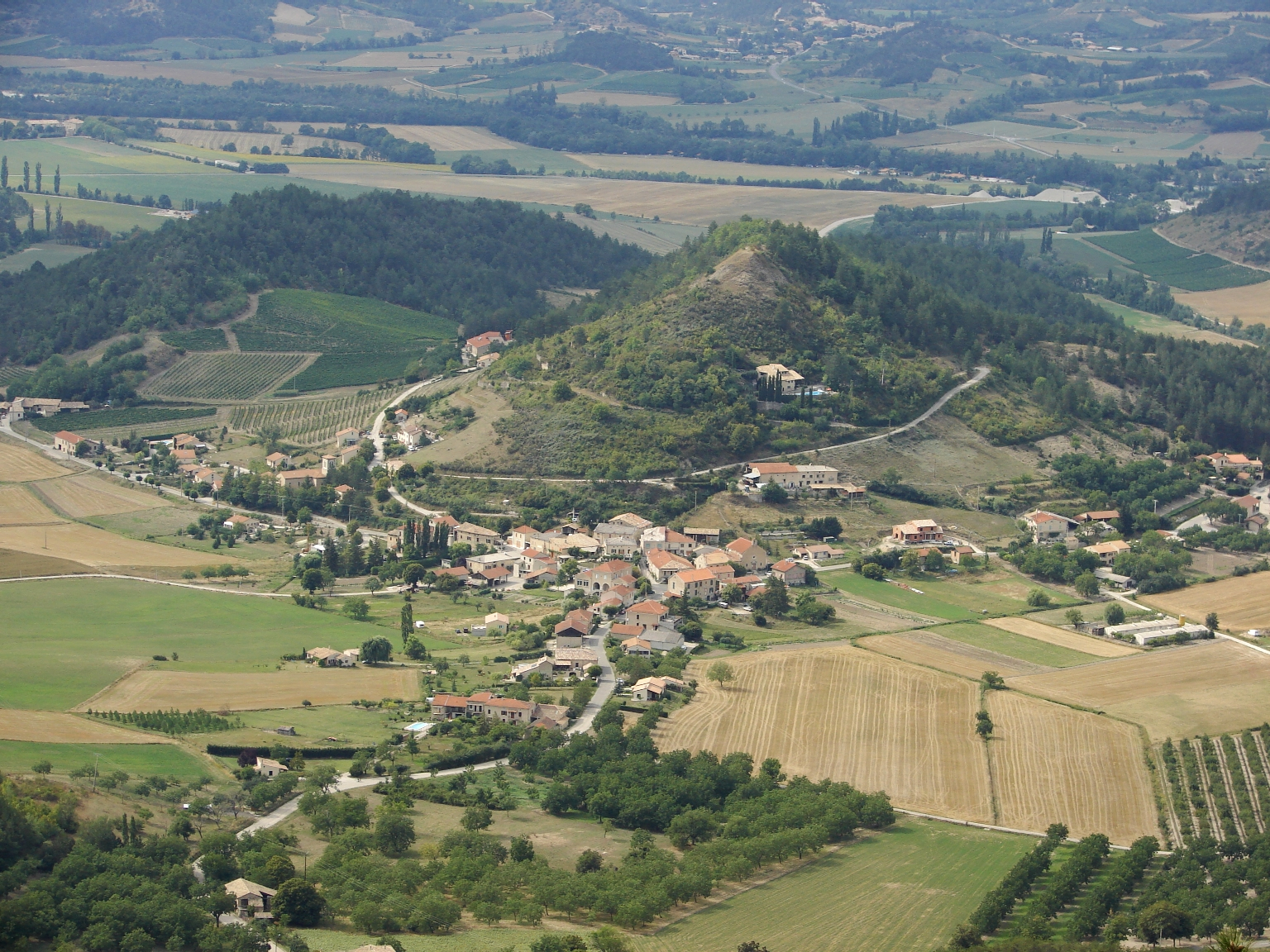
Le parcellaire du vignoble des coteaux-de-die à Menglon

Sur l'ensemble des AOC du Diois, seuls 3 hectares sont consacrés aux coteaux-de-die. Le nombre total d'opérateurs est 7 opérateurs (6 caves particulières, 1 cave coopérative) qui vinifient  147 hectolitres.

### Type de vins et gastronomie
Il se boit frais en accompagnement des fruits de mer, des poissons et des crustacés ainsi que d'une entrée ou du fromage (picodon). La température de service est comprise entre 9 et 10 °C.